# Sprengboot M.T.
Das Sprengboot M.T. (M.T. = Motoscafo Turismo) war das erste in Kleinstserie produzierte Sprengboot der italienischen Marine, welches sich an seinen Vorgängern, den Prototypen M.A. und M.A.T., orientierte. Ende September 1938 forderte die Marineleitung den Bau von sechs derartigen Sprengbooten. Die Auftragserteilung erfolgte im Monat darauf an die erfahrenen Firmen Baglietto (Bootskörper) in Varazze und C.A.B.I. in Mailand, die erneut die Motoren liefern sollte.

## Lieferung und Testerprobungen
Die Lieferung der sechs Boote erfolgte jedoch erst im Frühjahr 1939, worauf sogleich die Testerprobungen in den Gewässern vor La Spezia starteten. Das Sprengboot M.T. offenbarte dabei einige Schwächen. So war das Deck des kleinen Bootes mit Segeltuchplanen bedeckt, die sich bei längerer Fahrt als wasserdurchlässig erwiesen; außerdem war der Bootskörper undicht. Die Marineleitung forderte umgehende Abstellung der Schwächen, forderte ein festes Holzdeck sowie eine Seitenerhöhung auf 0,9 m (es wurden aber später 1,10 m) und sendete die Boote bzw. Maschinenteile an die Hersteller zur Überarbeitung zurück, damit diese die Forderungen umsetzen konnten. Im März 1939 bestellte die Marineleitung weitere zwölf Sprengboote. Damit stieg die Anzahl der Boote auf 18.

## Aufstellung der ersten italienischen Sprengstoffflottille
Die Einsatzbereitschaft der 18 Sprengboote wurde, produktionsbedingt verzögert, erst Ende 1940 realisiert. Das war bereits ein halbes Jahr nach dem Kriegseintritt Italiens in den Zweiten Weltkrieg an der Seite des Deutschen Reiches. Weitere ausgiebige Testfahrten vor der offiziellen Aufstellung hatten jedoch erneut gezeigt, dass das Sprengboot nur bedingt für seine Einsätze tauglich war. Daher wurde mit der Planung und dem Bau eines Nachfolgemodells, dem Sprengboot M.T.M., begonnen.

## Spezifikationen
Die Spezifikationen des Sprengbootes M.T. sind nahezu identisch mit dem Sprengboot M.A. bzw. M.A.T. Der Bootskörper, welcher aus Holz bestand, wurde nach dem Eintreffen der Maschinenteile durch Marineangehörige endmontiert und erhielt, seinen Einsatzzweck folgend, im Bugbereich eine 330 kg schwere Sprengladung aus Trioliltal. Der Steuerstand des Sprengbootes befand sich erneut im Heckbereich, um eine gleichmäßige Gewichtsverteilung zwischen Sprengladung (Bug), Pilot und Maschine (Heck) zu gewährleisten. Vor dem Piloten waren auch alle Bedienungs- und Kontrollinstrumente des Sprengbootes untergebracht. Zusätzlich verfügte der Pilot über einen Magnetkompass sowie Paddel, die ein geräuschloses Anpirschen an den Feind erlauben sollten.

## Kriegseinsatz
Unmittelbar nach Aufstellung der ersten Sprengstoffboot-Flottille wurde diese Ende 1940 in die Ägäis verlegt, wo sie am 26. März 1941 ihre Feuertaufe erlebte. Die dort stationierten britischen Marineeinheiten erkannten zwar den Gegner rechtzeitig, waren aber zu sehr verwirrt und schockiert zugleich über diese neuen Waffen, um effektive Abwehrmaßnahmen zu treffen. Zwei Sprengboote beschädigten den Schweren Kreuzer York derart, dass er nicht mehr einsatzfähig war. Seine endgültige Versenkung erfolgte durch deutsche Sturzkampfpiloten einige Tage später. Den italienischen Sprengbooten fiel in dieser Nacht auch der norwegische Tanker Pericles zum Opfer, welcher versenkt wurde. Die italienische Marineleitung war über ihren Erfolg gleichermaßen überrascht.
Am 26. Juli 1941 erfolgte der zweite Angriff von Sprengbooten M.T., der den Hafen von Valletta (Malta) betraf. An der Operazione Malta Due waren neun Sprengboote beteiligt, die von Schnellbooten an den Hafen herangeführt wurden, um in diesem größtmöglichen Schaden anzurichten. Die Italiener wussten nicht, dass ihr Eintreffen und Sammeln vor der Hafeneinfahrt von neuartigen Radargeräten schon Stunden vor dem eigentlichen Angriff geortet wurde. Zwar gelang es zwei Sprengbooten, einen wichtigen Brückenbogen durch Rammfahrt zu sprengen, aber die restlichen Sprengboote wurden durch gezielten Einsatz von Artillerie und Flugzeugen zerstört. Daraufhin zog die italienische Marineleitung die Sprengboote von derartigen offensiven Operationen ab und setzte sie zunehmend zur Küstenverteidigung ein.

## Verbleib
Der Verbleib der insgesamt 18 gebauten Sprengboote M.T. stellt sich wie folgt dar:
- 6 verloren beim erfolgreichen Angriff auf die Souda-Bucht auf Kreta am 25. März 1941
- 2 verloren bei der abgebrochenen Operazione Malta am 27. bzw. 29. Juni 1941
- 9 verloren bei der fehlgeschlagenen Operazione Malta Due am 26. Juli 1941, davon eines (M.T. 16) von der Royal Navy geborgen und im September 1941 nach Großbritannien überführt
- 1 verloren bei unbekannter Gelegenheit, mutmaßlich vor Juli 1941